# Pétronille Vaweka
Pétronille Vaweka, née vers 1948, est une militante engagée dans l'action humanitaire et les ONG. 
Elle a dirigé l'Assemblée intérimaire de l'Ituri durant la période de transition où l'Ituri passait du statut de district de la Province Orientale à celui de province à part entière en République démocratique du Congo. En 2023, elle a reçu le prix « Women Building Peace » en reconnaissance de son engagement pour la paix.

## Biographie
Vaweka est né vers 1948. Elle a grandi dans un petit village près du lac Albert, où son père exerçait une activité dans la pêche. Elle a vécu une enfance insouciante avant de fréquenter l’école des Sœurs de Marie d’Ingelmunster, située dans la ville de Bunia, la capitale de la province de l’Ituri.
Elle a eu six enfants et de nombreux petits-enfants, mais elle en a aussi adopté d’autres. Elle a accueilli environ trente enfants, dont certains étaient d’anciens enfants soldats dans la violence endémique de son pays.
Elle a été nommée présidente intérimaire de l’Assemblée intérimaire de l’Administration intérimaire de l'Ituri, à un moment crucial où l'Ituri passait du statut de district de la Province Orientale à celui de province à part entière de la République démocratique du Congo[réf. nécessaire].
En 2003, elle a collaboré avec la Commission de pacification de l'Ituri, qui a joué un rôle clé dans la mise en place de l’Assemblée intérimaire. Par la suite, elle a été élue représentante de l'Ituri à l’Assemblée nationale[réf. nécessaire].
En 2024, elle faisait partie des quatre finalistes du prix Women Building Peace, décerné par l’United States Institute of Peace (USIP) à Washington, D.C. Les trois autres candidates étaient Hamisa Zaja du Kenya, la Dre Marie-Marcelle Deschamps d’Haïti et Abir Haj Ibrahim de Syrie,. En 2024, Pétronille Vaweka est devenue la lauréate du Prix Femmes pour la Construction de la Paix 2023.
Ses réalisations ont été saluées par les Nations Unies, et en 2023, son visage a été affiché devant le siège britannique de l'ONU à New York dans le cadre de la campagne « La paix commence avec elle » (Peace Begins with Her), mettant en lumière le rôle essentiel des femmes dans la construction de la paix.